# تتسو يانو
تتسو يانو (باليابانية: 矢野徹) (10 ديسمبر 1923، ماتسوياما في اليابان - 13 أكتوبر 2004)؛ مترجم وروائي ياباني. درس في جامعة شوؤو.